# Selište (Czarnogóra)
Selište (cyr. Селиште) – wieś w Czarnogórze, w gminie Tuzi. W 2011 roku liczyła 53 mieszkańców.